# Helpfau-Uttendorf
Helpfau-Uttendorf ist eine Marktgemeinde in Oberösterreich im Bezirk Braunau am Inn im Innviertel mit 3788 Einwohnern (Stand 1. Jänner 2025). Der zuständige Gerichtsbezirk ist der Gerichtsbezirk Braunau am Inn.

## Geografie
Helpfau-Uttendorf liegt auf 419 m Höhe im Innviertel. Die Ausdehnung beträgt von Nord nach Süd 6,1 km, von West nach Ost 7,9 km. Die Gesamtfläche beträgt 26,5 km². 25,7 % der Fläche sind bewaldet, 62,6 % der Fläche sind landwirtschaftlich genutzt. Die Mattig durchfließt das Gemeindegebiet von Süden nach Norden.

### Gemeindegliederung
Das Gemeindegebiet umfasst folgende 21 Ortschaften (in Klammern Einwohnerzahl Stand 1. Jänner 2025):
- Alm (46)
- Anzenberg (45)
- Brunning (31)
- Freihub (18)
- Gaismannslohen (82)
- Heitzing (49)
- Helpfau (406)
- Höfen (605)
- Kager (9)
- Lohnau (323)
- Ort (23)
- Reichsdorf (56)
- Reith (97)
- Sankt Florian (171)
- Scheiblberg (13)
- Sonnleiten (100)
- Steinbruch (247)
- Steinrödt (19)
- Straß (31)
- Uttendorf (1409)
- Wienern (8)

Die Gemeinde besteht aus den Katastralgemeinden Helpfau, Kager, St. Florian und Uttendorf.

### Nachbargemeinden
| Burgkirchen               | Mauerkirchen                                | Moosbach       |
|                           | Kompassrose, die auf Nachbargemeinden zeigt |                |
| Pischelsdorf am Engelbach | Schalchen                                   | Maria Schmolln |

## Geschichte
Schon in der Steinzeit, vor etwa 7.000 Jahren, war das Mattigtal besiedelt. Dementsprechend wurden viele historische Funde gemacht. Der bekannteste ist der goldene Halsreif aus einem fürstlichen Hügelgrab. Er ist eine Grabbeilage aus der Hallstattzeit. Der Halsreif wurde 1885 im Auftrag des oberösterreichischen Landesmuseums geborgen und ist heute in Linz zu besichtigen. Leider fielen viele dieser Funde auch Plünderern zum Opfer. Noch vor wenigen Jahrzehnten waren im Ortsteil Lohnau noch Reste von römischen Straßen zu erkennen.
Im Jahre 789 wurde Helpfau als „Helpfo“ erstmals urkundlich erwähnt. Die erste Nennung von Uttendorf stammt aus dem Jahre 1120. Das Marktrecht wurde 1481 verliehen. Bis 1780 war der Ort bayerisch und kam nach dem Frieden von Teschen mit dem Innviertel (damals Innbaiern) zu Österreich.
Im Jahre 1779 – nach der Einverleibung des Innviertels nach Österreich – wird Uttendorf wie folgt beschrieben:

„Ein landesfürstlicher Markt und ein eigenes Pfleggerichte. Gehörten in den älteren Zeiten zu dem Pfleggerichte Trostburg, wohin es auch noch in des Wenings Topographie T.II p.53 gerechnet wird. Liegt an dem Flusse Mattig zwischen Mauerkirchen und Mattigkofen. Es geben die dortigen Nachrichten, dass im Jahre 1692 den 17. Juli das Wasser der sonst kleinen Mattig nach einem Wolkenbruch und langen Regen dermaßen angelaufen, dass man mit Schiffen, wie auf einem schiffreichen Wasser mitten durch den Markt hat fahren können. Übrigens ist diese Gegend wegen des Wildbrets und der guten Fischen sehr berühmt. Im Jahre 1441 und 50 Jahre darauf ist dieser Markt zweimal in die Asche gelegt worden, wo auch bei dem letzten Brande alle Urkunden und andere Originalbriefe des Marktes zu Grunde gegangen sind. In der Kirche werden die heiligen Aposteln Peter und Paul als Schutzpatronen verehrt. vor ungefähr vier hundert Jahren hat Bernhard von Grambs Uttendorf als eine Herrschaft besessen. Nach Erlöschung dieses Geschlechts ist dieselbe dem Hause Bayern heimgefallen.“

Während der Napoleonischen Kriege wieder kurz bayerisch, gehört es seit 1816 (Vertrag von München) endgültig zu Oberösterreich. Der 1835 durch einen Brand vernichtete Markt wurde bis 1841 wieder aufgebaut. Bis 1850 bestand das heutige Helpfau-Uttendorf aus den vier Steuergemeinden Kager, Helpfau, St. Florian und Uttendorf. Am 11. Mai dieses Jahres beschlossen die Ortsvorsteher die Gründung der Doppelgemeinde Helpfau-Uttendorf. Nach dem Anschluss Österreichs an das Deutsche Reich am 13. März 1938 gehörte der Ort zum Reichsgau Oberdonau. Nach 1945 erfolgte die Wiederherstellung Oberösterreichs.

### Einwohnerentwicklung
In den Daten der Statistik Austria ist seit 1971 ein durchgehendes Bevölkerungswachstum erkennbar. Waren es 1971 noch 2.620 Einwohner, so stieg die Zahl bis 2016 auf 3.442. Dies entspricht einem Wachstum von knapp 24 % in einer Zeitspanne von 45 Jahren.

## Kultur und Sehenswürdigkeiten

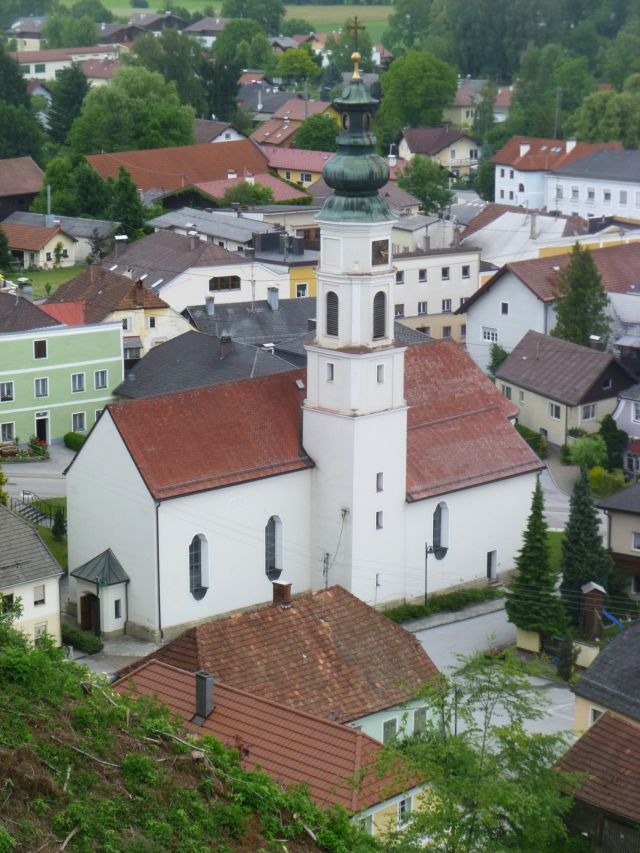
Marktkirche Uttendorf

Insgesamt befinden sich in Helpfau-Uttendorf vier Kirchen.
- Katholische Pfarrkirche Helpfau hl. Stephanus
- Katholische Marktkirche Uttendorf Hll. Peter und Paul
- Die Schlosskapelle Uttendorf oberhalb des Kalvarienberges im Zentrum von Uttendorf. Sie ist das einzige erhaltene Stück einer Burg, die sich am Kalvarienberg befunden hatte und das Wahrzeichen der Marktgemeinde.
- Die Filialkirche St. Florian bei Helpfau ist eine gotische Kirche bemerkenswert barockisiert. Um 1885 erfolgte ein Kirchturmausbau mit Raimund Jeblinger. Vor dem Gebäude befindet sich ein Soldatenfriedhof der 6. Stalingrad-Armee des Zweiten Weltkrieges.

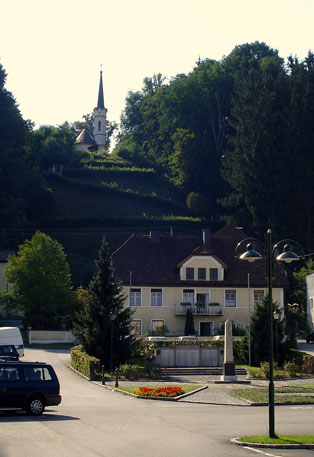
Wahrzeichen Uttendorfs: Schlossberg mit Schlosskirche
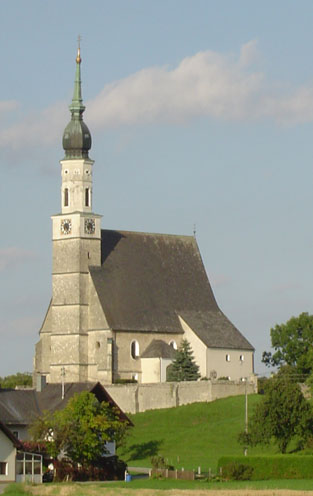
Filialkirche St. Florian
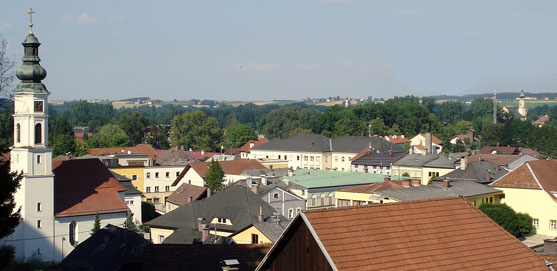
Blick vom Schlossberg Richtung Nord-Ost
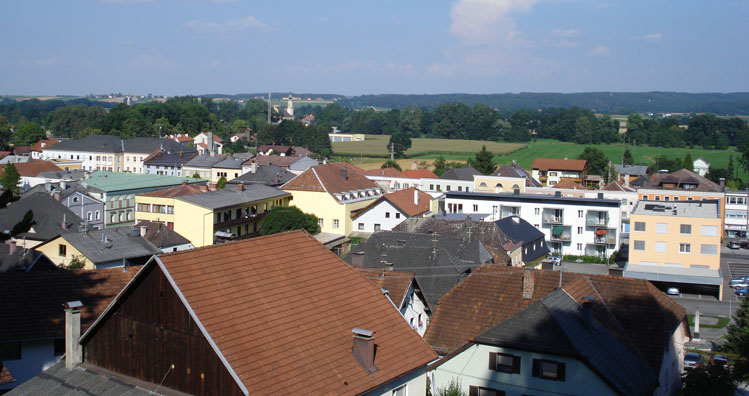
Blick vom Schlossberg Richtung Osten
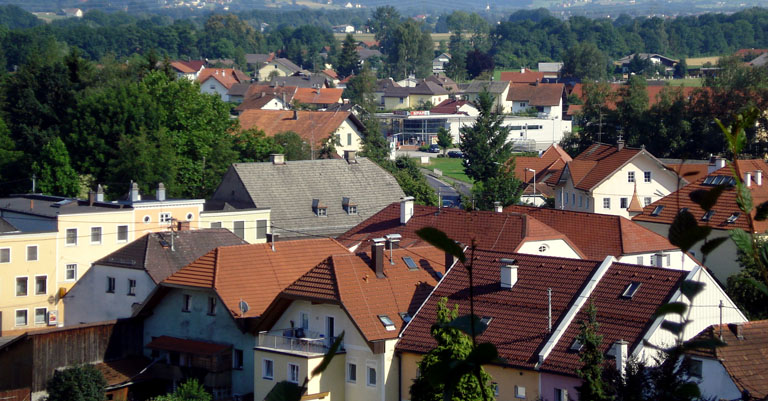
Blick vom Schlossberg Richtung Süd-Ost
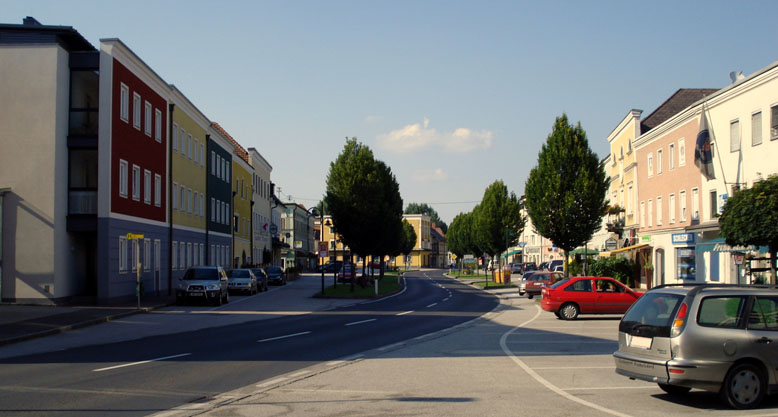
Marktplatz Helpfau-Uttendorf
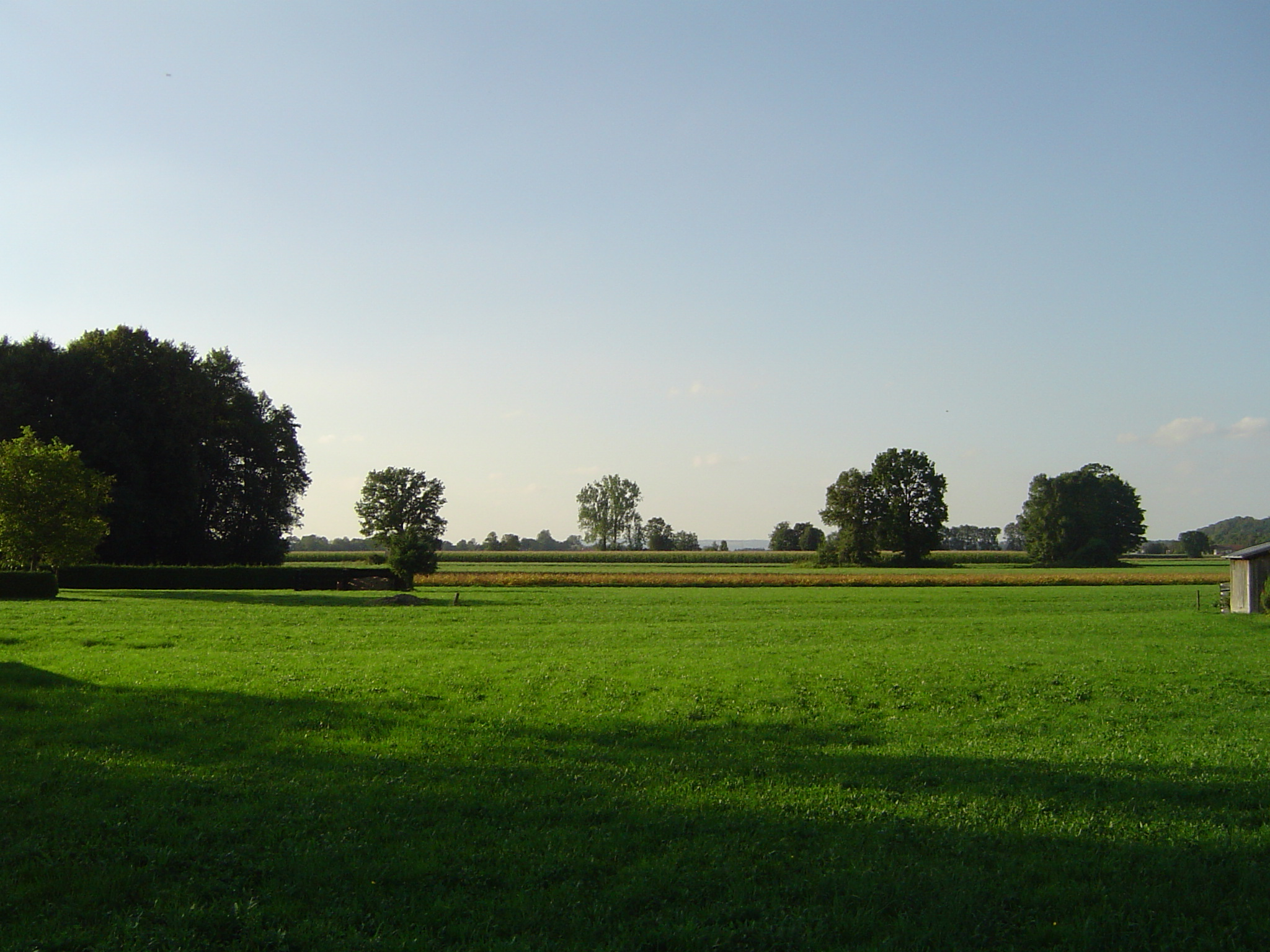
Katastralgemeinde St. Florian

- Burg Uttendorf: Das Landesfürstliche Schloss Uttendorf war ein Schloss, das sich einst am Kalvarienberg oberhalb des Marktes befunden hatte. Im 18. Jahrhundert wurde es aufgrund des maroden Zustandes abgetragen. Die Steine wurden anschließend für den Bau des St. Josef-Krankenhauses in Braunau am Inn verwendet. Der einzig erhaltene Teil des Schlosses ist die ehemalige Schlosskapelle auf dem Schlossberg. Sie ist heute das Wahrzeichen Uttendorfs. Das Gebiet, an dem sich das Gebäude befunden hatte, ist heute bewaldet. Es sind noch immer einige wenige Reste der Grundmauern zu erkennen. Das Landesfürstliche Schloss Uttendorf ist im Gemeindewappen verankert.
- Marktplatz: Der Marktplatz ist der historische Kern von Uttendorf. Hier befinden sich Gasthäuser, Cafés, Einzelhandel, Banken und Verwaltungseinrichtungen. 1835 wurde der Markt durch einen verheerenden Brand bis auf drei Gebäude komplett vernichtet. Bis 1841 wurde dieser in der heutigen Form wieder aufgebaut.
- Mattigtaler Heckenlabyrinth der Menschenrechte (MHM): Auf private Initiative wurde in der Ortschaft Reichsdorf ab 2005 ausgehend von einer Streuobstwiese mit der Pflanzung eines Heckenlabyrinths begonnen. Mit einem Durchmesser von 64 m und einer Heckenlänge von rund 1000 Laufmeter soll es das größte Heckenlabyrinth Österreichs und spätestens ab 2014 öffentlich zugänglich werden. Der Wahlspruch des Labyrinths – … und sollen einander im Geiste der Brüderlichkeit begegnen! – ist der Menschenrechtserklärung von 1948 entnommen. Eine Skulptur im Zentrum des Labyrinths soll als Denkmal fungieren. Der Bildhauer Stefan Esterbauer hat dazu einen Entwurf zum „Mattigtaler Band der Brüderlichkeit“ vorgelegt.
- Geologische Orgeln: Im Ortsteil „Steinbruch“ gibt es zwei leicht zugängliche, nahe beieinander liegende Stellen[6] mit teils sehr großen geologischen Orgeln.

### Regelmäßige Veranstaltungen
- FF-Maskenball:  findet jedes Jahr am Faschingssamstag statt
- Josefimarkt:  Der Josefimarkt wird jährlich, eine Woche vor dem Josef-Namenstag ausgetragen. Er fällt in die Kategorie Kirtag, obwohl auch viele Firmen ihre Produkte vorstellen.
- Landjugend-Ball:  Der Landjugend-Ball findet jährlich am 5. Jänner statt.
- Stockcar-Rennen:  Im Juli findet die jährliche Staatsmeisterschaft im Stockcar-Rennen statt.

## Wirtschaft und Infrastruktur

### Ansässige Unternehmen
In den letzten Jahrzehnten entstand in Helpfau-Uttendorf ein Gewerbegebiet beträchtlicher Größe. Dort befinden sich u. a. Speditionen, Sägewerk, Altstoffsammelzentrum, Tür- u. Torhersteller, Druckerei, Beschichter und Bauunternehmen. Da dort nur mehr wenige freie Grundstücke vorhanden sind, entsteht an der Grenze zu Schalchen zwischen dem Fluss Mattig und der B 147 das sogenannte Industriegebiet Süd. Dieser Bereich ist noch weitgehend unbebaut. Es finden sich aber auch außerhalb dieser Zonen Betriebe die im ganzen Gemeindegebiet verstreut sind. Dazu gehören bspw. eine Ziegelei im Ortsteil Reith sowie eine Brauerei im Zentrum von Uttendorf, welche verschiedene Bier- und Limonadensorten herstellt.
- Uttendorfer G’schäftsleut: Die Uttendorfer G’schäftsleut sind eine Vereinigung von Gewerbetreibenden und Wirten in Helpfau-Uttendorf. Gemeinsam führen sie u. a. Werbeaktionen zur Belebung des Einzelhandels durch.

### Verkehr
- Bahn: Helpfau-Uttendorf ist an die Mattigtalbahn angebunden. Viele Berufstätige und Schüler nutzen die Bahn um z. B. nach Salzburg oder Braunau am Inn zu pendeln.
- Bus: Die Postbus-Linien 320 und 330 ermöglichen sowohl die Fahrt in andere Orte, wie etwa Braunau oder Straßwalchen, als auch die Fortbewegung innerhalb der Marktgemeinde.
- Straße: Die Gemeinde wird von der B 147 (Braunauer Straße) durchquert. Im Gewerbegebiet zweigt die B 142 (Mauerkirchener Straße) in Richtung Altheim ab. In Planung ist die Umfahrung Mattighofen, die durch die Gemeinde Uttendorf führen wird. Sie soll vor allem den Unternehmen in der Region einen Vorteil verschaffen.

### Öffentliche Einrichtungen
Zu den erwähnenswerten öffentlichen Einrichtungen zählt die vor einigen Jahren wiederbelebte Pfarrbibliothek. Hier ist es möglich gegen eine geringe Gebühr Bücher und Spiele zu entlehnen.
Das sogenannte Eltern-Kind-Zentrum, kurz EKIZ, sorgt, besonders im Sommer, für Freizeit-Angebote, die auf Kinder zugeschnitten sind. Für Eltern werden des Öfteren Abende mit Vorträgen und Erziehungs-Tipps veranstaltet.

### Feuerwehren
- Freiwillige Feuerwehr (FF) Uttendorf
- FF Freihub
- FF Reith

### Vereine
In Uttendorf gibt es über 40 Vereine. Hier einige davon:
- Die „Landjugend“ (veranstaltet jährlich am 5. Jänner einen Ball)
- Der „Schützenverein“ (veranstaltet jährlich das Schulabschlussfeuer)
- Mattigtaler Perchten
- Tennisverein
- Fußballverein (SV Raiffeisen Uttendorf)
- Asphalt-/Eisstockschützen
- Der „MIC Uttendorf“ Stockcar-Verein (veranstaltet jährlich das Stockcar-Rennen in Uttendorf)
- Musikverein Harmonie Uttendorf

## Politik
Der Gemeinderat hat 25 Mitglieder.
- Mit den Gemeinderats- und Bürgermeisterwahlen in Oberösterreich 2003 hatte der Gemeinderat folgende Verteilung: 14 ÖVP, 9 SPÖ und 2 FPÖ.
- Mit den Gemeinderats- und Bürgermeisterwahlen in Oberösterreich 2009 hatte der Gemeinderat folgende Verteilung: 16 ÖVP, 5 SPÖ und 4 FPÖ.
- Mit den Gemeinderats- und Bürgermeisterwahlen in Oberösterreich 2015 hatte der Gemeinderat folgende Verteilung: 16 ÖVP, 6 FPÖ und 3 SPÖ.
- Mit den Gemeinderats- und Bürgermeisterwahlen in Oberösterreich 2021 hat der Gemeinderat folgende Verteilung: 16 ÖVP, 5 FPÖ und 4 SPÖ.[7][8]

### Bürgermeister
- 1945 Anton Seibert
- 1945–1952 Josef Ginzinger
- 1952–1955 Johann Briewasser
- 1955–1967 Karl Neumayer
- 1967–1977 Hermann Biebl
- 1977–1997 Friedrich Rieß
- 1997–2008 Franz Josef Priewasser (ÖVP)
- 2008–2024 Josef Johann Leimer (ÖVP)
- seit 2024 Johannes Manglberger (ÖVP)

### Wappen
Offizielle Beschreibung des Gemeindewappens: In Blau auf goldenem Dreiberg ein silberner, drei Seiten zeigender, sechseckiger Turm, das Erdgeschoss mit fünf Zinnen und einer schwarz geöffneten Rundbogenpforte mit goldenen, aufgeschlagenen Torflügeln; das gequaderte Obergeschoß mit drei Zinnen und zwei schwarz geöffneten Fenstern. Die Gemeindefarben sind Blau-Gelb.

## Persönlichkeiten

### Söhne und Töchter der Gemeinde
- Georg Fisslthaler (1786–1845), Gerichtsbediensteter, Gutsverwalter
- Claudius Dabon (1803–1874), Gutsbesitzer und Politiker, Mitglied des Abgeordnetenhauses 1861–1865[9]
- Felix Bichl (1875–1956), Land- und Gastwirt, Politiker, Abgeordneter zum Nationalrat 1920–1930[10]
- Johann Pitzler (1929–2007), Orthopädietechniker und Politiker